# 道の駅みなみ波賀
道の駅みなみ波賀（みちのえき みなみはが）は、兵庫県宍粟市波賀町安賀にある国道29号の道の駅である。

## 施設
- 駐車場
  - 普通車：48台
  - 大型車：2台
  - 身障者用駐車場：2台
- トイレ
  - 男：大・小10
  - 女：7
  - 身障者用：1
- 公衆電話
- 特産品売店（9：00 - 19：00、水曜休（夏休み期間は無休））
- レストラン「楓の里」（11：00 - 19：00（土日祝は9：00から）、水曜休（夏休み期間は無休））
- 加工体験実習室（不定期）

### 管理団体
- 設置者：宍粟市
- 指定管理者：宍粟メイプル株式会社（市の第3セクター会社）平成27年に波賀メイプル公社とフォレストステーション波賀の合併により設立

## アクセス
- 国道29号 - 登録路線

## 周辺
- 波賀城
- フォレスト・ステーション波賀